# Зеда Хаїші
Зеда Хаїші (груз. ზედა ხაიში) — село в Грузії.
За даними перепису населення 2014 року в селі проживає 94 особи.